# ستيف سكينر
ستيف سكينر (بالإنجليزية: Steven Skinner)‏ (25 نوفمبر 1981 بكارلايل في المملكة المتحدة - ) هو لاعب كرة قدم بريطاني في مركز الهجوم. لعب مع كوين أوف ساوث ونادي كارلايل يونايتد ونادي سلتيك نايشون ونادي ألبيون روفرز وNorthallerton Town F.C. ‏ وGretna F.C. ‏ ووست أوكلاند تاون ‏.

## وصلات خارجية
- ستيف سكينر على موقع Soccerbase.com (لاعب) (الإنجليزية)